# 濱田淳
濱田 淳（はまだ じゅん、1983年11月6日 - ）は、熊本県天草市出身の男子元陸上競技選手。400mハードルが専門で、現在は陸上指導者として活動中。陸上・スポーツの普及活動に努めている。THE RIKUJO 代表。
2002年日本ジュニア選手権において優勝。2002年世界ジュニア選手権では、準決勝進出した。身長177cm、体重62kg。

## プロフィール
本渡市立本渡中学校から九州学院高等学校、福岡大学スポーツ科学部を経て福岡大学大学院修了。
大学院修了後、スポーツ企業に入社。陸上スクールの指導者として自身の競技経験から陸上の普及活動に積極的に取り組む。
2022年、独立。運動の得意・不得意、年齢、性別、障がいの有無など関係なく、誰もが自由にスポーツを楽しむ環境作りに努める。
陸上スクールの指導、地域のかけっこ教室などを行い、「陸上の素晴らしさを一人でも多くの人に知ってもらいたい。伝えたい。」という想いで企画・運営をしている。

## 経歴
- 1991年 熊本市小学2年100m新記録(16"1)。現在も記録として残っている。
- 1992年 熊本市小学3年100m新記録(15"0)。現在も記録として残っている。
- 1994年 熊本市小学5年走幅跳び新記録(4m61cm)。現在も記録として残っている。
- 2000年 4×100mRと4×400mRでインターハイ出場。
- 2001年 地元熊本インターハイでは、400m、400mH、4×100mR、4×400mRに出場。地元期待の400mH、4×400mRでは準決勝敗退。その年のシーズン初めは、400mH全国ランキング1位であった。日本ジュニア選手権8位。高校生では2位。
- 2002年 福岡大学1年時には、日本ジュニア選手権400mH優勝。世界ジュニア選手権（ジャマイカ）に選出され出場。準決勝進出を果たす。4×400mRでは九州学生新記録を樹立した。
- 2004年 静岡国際陸上8位。日本人6位。
- 2008年 怪我もあり選手として退く。指導者としての道を歩む。

## 主な戦績
- 2002年 日本ジュニア選手400mH 優勝、世界ジュニア400mH 準決勝、日本インカレ4×400mR 7位
- 2004年 静岡国際陸上 8位(日本人6位)

## メディア出演
テレビ番組
- サワダデース（KBC九州朝日放送）

ラジオ番組
- 開店! ウメ子食堂繁盛記（RKBラジオ）